# Alpinia purpurata
Alpinia purpurata (Vieill.) K.Schum., 1904 è una pianta della famiglia delle Zingiberacee.

## Descrizione
Pianta aromatica dotata di foglie appuntite di forma allungata che raggiungono una lunghezza tra i 30 e gli 80 cm con una larghezza compresa tra i 10 e i 22 cm. I fiori sono di forma cilindrica e lunghi 15–30 cm di colore rosso, a volte rosa o maggiormente tendenti al bianco negli esemplari coltivati. I frutti sono di forma globulare di 2–3 cm di diametro con semi lunghi circa 3 mm.

## Distribuzione e habitat
Nativa della Malesia e del Pacifico del Sud-Ovest (Nuova Caledonia, Isole Salomone e Vanuatu), allo stato naturale questa pianta vive nelle foreste umide, sulle rive dei fiumi, delle paludi e vicino ai banchi di mangrovie.
É largamente coltivata come pianta ornamentale, introdotta dall'uomo in varie zone dell'Asia, del Nord e Sud America e dell'Oceania, sovente si è diffusa fuori dal controllo umano diventando una specie invasiva.
É il fiore nazionale di Samoa dove viene colloquialmente chiamato Teuila, secondo alcune fonti la pianta sarebbe stata ivi introdotta da Fanny Van de Grift al momento del suo trasferimento a Vailima col marito Robert Louis Stevenson.